# Стеклянный ключ (фильм, 1942)
«Стеклянный ключ» (англ. The Glass Key) — фильм нуар американского режиссёра Стюарта Хейслера, вышедший на экраны в 1942 году.
Фильм поставлен по одноимённому роману автора «крутых» детективов Дэшила Хэммета, по которому в 1935 году уже ставился фильм с тем же названием.

## Сюжет
Мэр провинциального американского города Пол Мэдвиг (Брайан Донлеви) решает поддержать на губернаторских выборах кандидата-реформатора Ральфа Генри (Морони Олсен) после того, как влюбляется в его красавицу-дочь по имени Дженет (Вероника Лейк). Когда один из помощников Мэдвига, Генри Слосс (Дейн Кларк), выступает против какого-либо сотрудничества с Генри, утверждая, что оно лишит Мэдвига власти, разгневанный Пол выбрасывает его в окно. Лучший друг и советник Мэдвига, Эд Бьюмонт (Алан Лэдд) также предостерегает упрямого и прямолинейного Мэдвига от поддержки Генри, утверждая, что ключ к дому Генри, которым, как полагает Мэдвиг, он сумел завладеть, может оказаться стеклянным и сломается в его руке. Самой Дженет судя по всему не нравится грубость Мэдвига, и наоборот привлекают интеллигентные манеры Бьюмонта. Однако Бьюмонт не отвечает на заигрывания Дженет, оставаясь преданным своему другу и боссу. В избирательный штаб, которым руководит Мэдвиг, приходит гангстер и владелец казино Ник Варна (Джозеф Каллейя), требуя обещанную защиту его ночным клубам от вмешательства полиции, за что Мэдвиг получил от него деньги. Мэдвиг отвечает, что начинает расчистку города и немедленно вызывает шефа полиции, чтобы прикрыть клуб Варны навсегда. Конфликт Мэдвига с Варной также беспокоит Бьюмонта. Ещё более осложняет ситуацию то, что неблагополучный сын Генри по имени Тейлор (Ричард Деннинг) своим распущенным поведением подрывает авторитет семьи. Он имеет перед заведением Варны огромный карточный долг, а 18-летняя сестра Мэдвига Опал (Бонита Грэнвилл) влюблена в Тейлора. Вечером Мэдвиг обедает в доме Генри, но Тейлор отказывается присоединиться к ним, и приводит в отчаяние своего отца, отправляясь по своему обыкновению пить и играть. Дженет начинает заигрывать с пришедшим Бьюмонтом, демонстрируя своё неуважительное отношение к Мэдвигу, но Бьюмонт твёрдо останавливает её. Опал берет у Бьюмонта в долг 500 долларов и даёт их Тейлору, чтобы тот покрыл свой огромный карточный долг Варне. Бьюмонт силой вытаскивает Опал из квартиры Тейлора и отводит её домой, продолжая спорить с ней об отношениях с Тейлором. Вскоре после этого Опал звонит Бьюмонту в истерике и с тревогой сообщает ему его, что Мэдвиг ушёл на встречу с Тейлором, и она боится, что он может его убить. Бьюмонт отправляется выяснить, в чём дело, и обнаруживает тело мёртвого Тейлора на тротуаре около дома семьи Генри.
Мэдвиг становится главным подозреваемым, хотя и утверждает, что он невиновен. Бьюмонт решает разобраться в деле и очистить имя Мэдвига. Тем временем на похоронах Тейлора Варна говорит Дженет, что он и газета «Обсервер» располагают достаточными уликами, чтобы против Мэдвига были выдвинуты официальные обвинения. Окружной прокурор Фарр (Дональд МакБрайд) и Бьюмонт начинают получать анонимные записки, в которых говорится о виновности Мэдвига. Хотя Фарр зависит от Мэдвига и выполняет его указания, под давлением общественного мнения он вынужден выступить против него. Тем временем Мэдвиг приходит в ярость от предложения Бьюмонта заключить мир с Варной, и из дружеская встреча заканчивается разладом в отношениях. Дженет просит Бьюмонта помочь найти убийцу её брата, но хотя Бьюмонт и признает, что Дженет ему нравится, тем не менее отказывается помочь ей из-за недоверия к их семье. 
Когда Варна узнает, что Бьюмонт и Мэдвиг разошлись по вопросу о поддержке Генри, он решает переманить Бьюмонта на свою сторону. Он приглашает Бьюмонта к себе и предлагает ему 20 тысяч долларов и руководство казино, если тот предоставит газете «Обсервер» информацию, с помощью которой удастся подставить Мэдвига. Когда Бьюмонт категорически отказывается от его предложения, подручные Варны Джефф (Уильям Бендикс) и Расти в течение нескольких дней удерживают его в запертом помещении, где подвергают жестоким избиениям. В конце концов, подстроив возгорание в комнате, Бьюмонту удается сбежать. Он сразу же попадает в больницу, где успевает предупредить Мэдвига, что Варна предполагает использовать Слосса, согласившегося дать показания против Мэдвига. После нескольких дней сильной лихорадки, Бьюмонт приходит в себя и узнает, что у Дженет и Мэдвига состоялась помолвка. Когда Бьюмонт узнает, что Опал за чем-то уехала за город в направлении, где находится дом издателя «Обсервер» Клайда Мэтьюза, он решает срочно в этом разобраться, и выйдя из больницы срочно едет к Мэтьюзу. Там он застает Опал, Варну, Джеффа, Расти, Мэтьюза и его жену Элоиз. Уверенная в том, что это её брат убил Тейлора, Опал делает заявление для газеты о том, что её брат угрожал Тейлору и преследовал его. Чтобы разрушить единство собравшихся людей, Бьюмонт рассказывает Элоиз, что после опубликования Мэтьюзом заявления Опал, Варна потребует немедленно вернуть ему все долги газеты, что приведёт её к банкротству и продаже другому владельцу. Раздражённая такой новостью, Элоиз выражает отвращение к своему мужу, который оказался неудачником, и переключает свой интерес на Бьюмонта. Мэтьюз приходит в отчаяние, и вскоре его обнаруживают мёртвым, предположительно в результате самоубийства. Тем временем Бьюмонт завладевает документом, согласно которому Варна становился распорядителем всего имущества Мэтьюза после его смерти, и сжигает его. Когда Расти и Джефф уже собираются наброситься на Бьюмонта, появившийся Мэдвиг одним ударом сбивает Джеффа с ног, после чего Варна быстро удаляется. Бьюмонт советует Мэдвигу убедить судью немедленно назначить нового управляющего имуществом Мэтьюза, который бы отменил публикацию заявления Опал. Мэдвиг находит Слосса и ведёт его в свой офис для выяснения отношений, но неизвестный стрелок успевает убить Слосса ещё до того, как тот начинает говорить. Мэдвиг рассказывает Бьюмонту, что во время стычки с Тейлором он ударил его, в результате чего Тейлор стукнулся головой о бордюр и умер. Фарр всё-таки арестовывает Мэдвига и допрашивает его. Бьюмонт тем временем выясняет, что это Дженет печатала и рассылала анонимные письма. Затем Бьюмонт находит Джеффа в грязном баре и пытается добиться от него информации о возможной связи Варны с убийством Тейлора, но входит Варна и требует от него замолчать. Когда Бьюмонт отбирает у Варны оружие, Джефф сознается, что это он убил Слосса, затем в порыве ярости нападает на Варну и душит его. Джеффа арестовывают, а Бьюмонт уговаривает Фарра, чтобы тот выписал ордер на арест Дженет. Бьюмонт уверен, что Дженет писала и рассылала письма с обвинениями в адрес Мэдвига, потому что сама виновна в убийстве Тейлора. Фарр неохотно едет вместе Бьюмонтом в дом Генри, чтобы арестовать Дженет. Полиция уже собирается увезти Дженет, но в этот момент стремительно вошедший Генри сознается, что это он убил своего сына случайно во время спора, и попросил Мэдвига никому об этом не говорить. Мэдвига выпускают на свободу, и он строит планы относительно того, кого теперь поддержать в качестве очередного кандидата в губернаторы. При встрече с Бьюмонтом Дженет сознается, что она в него влюблена и знает, что он тоже любит её. Но храня верность Мэдвигу, Бьюмонт отказывается становиться на его пути. Мэдвиг случайно слышит этот разговор, после чего решает разорвать помолвку, забирая у Дженет обручальное кольцо, и благословляет влюблённых.

## В ролях
- Брайан Донлеви — Пол Мэдвиг
- Вероника Лейк — Дженет Генри
- Алан Лэдд — Эд Бьюмонт
- Ричард Деннинг — Тейлор Генри
- Бонита Грэнвилл — Опал Мэдвиг
- Джозеф Каллейя — Ник Варна
- Уильям Бендикс — Джефф
- Фрэнсис Гиффорд — медсестра
- Дональд МакБрайд — окружной прокурор Фарр
- Маргарет Хейз — Элоиз Мэтьюз
- Морони Олсен — Ральф Генри
- Дейн Кларк — Слосс
- Джек Малхолл — Линч (в титрах не указан)

## Оценка критики
Журнал Variety положительно оценил фильм, написав: «Расследование таинственного убийства на фоне политических интриг, царей азартных игр, любовной истории и похотливых действий, эта обновлённая киноверсия романа Дэшила Хэммета — первый раз он был экранизирован в 1935 году — хорошая картина в своем жанре… В результате удачного смешения получился увлекательный детектив с существенным акцентом на темы политики и организованной преступности, сделав фильм прекрасным развлечением для широкой аудитории. Донлеви делает все возможное в роли политического лидера, который пробивается наверх „другим путём“».
Критик Деннис Шварц написал: «Фильм сделан главным образом для развлечения, настолько легко он перескакивает через коррумпированный политический процесс, используя его просто как фон для неправдоподобной любовной истории, развивающейся между помолвленной Лейк и бесчувственным, холодным Лэддом. Фильм содержит много неразвитых тем фильма нуар, которые использованы в других фильмах. „Большой сон“ Говарда Хоукса взял многое из „Стеклянного ключа“».
Критик Хэл Эриксон написал: «„Стеклянный ключ“ Дэшила Хэммета, история политической коррупции в большом городе, впервые был экранизирован в 1935 году, в нём снялись Эдвард Арнольд в роли двуличного политического босса и Джордж Рафт в качестве его лояльного заместителя. Нынешний ремейк 1942 года лучше первого фильма, особенно благодаря смене вялого Рафта на харизматичного Алана Лэдда… Значительно менее сложный, чем роман Дэшила Хэммета (и значительно менее осуждающий американскую политическую систему), „Стеклянный ключ“ ещё более увеличил кассовый доход новой команды „Парамаунта“ в составе Алана Лэдда и Вероники Лейк».